# Giovanni Zanardini
Giovanni Zanardini (Veneza, 12 de junho de 1804 – 24 de abril de 1878) foi um botânico italiano.